# Lực lượng dự bị động viên

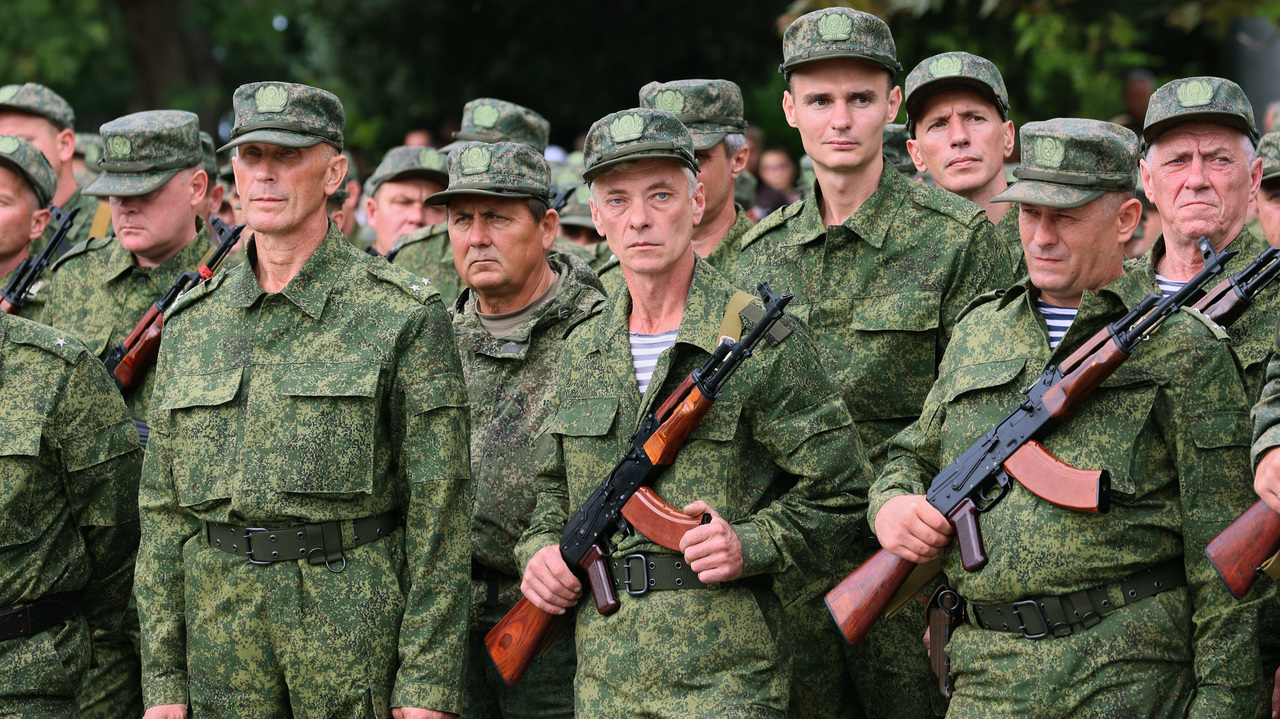
Lực lượng huy động của Nga vào năm 2022 với trang bị súng trường AK thô sơ

Lực lượng dự bị động viên (Military reserve force) đôi khi gọi là lính quân dịch hay lính nghĩa vụ là một tổ chức quân sự bao gồm công dân là binh sĩ của một quốc gia kết hợp vai trò hoặc binh nghiệp với công việc dân sự. Họ thường không chịu sự quản lý tập trung và phải được trang bị vũ khí thường xuyên, và vai trò chính của họ là sẵn sàng chiến đấu khi quân đội chính quy, thường trực cần bổ sung, tăng cường thêm nhân lực. Lực lượng dự bị động viên thường được coi là một bộ phận của quân đội thường trực của lực lượng vũ trang. Sự tồn tại của các lực lượng dự bị động viên cho phép một quốc gia giảm chi tiêu quân sự trong thời bình trong khi vẫn duy trì một lực lượng cần thiết để sẵn sàng và chuẩn bị cho chiến tranh hoặc cơ sự xảy ra.
Ở một số quốc gia, chẳng hạn như Canada, Tây Ban Nha, Hoa Kỳ và Vương quốc Anh, thành viên của lực lượng dự bị là dân thường duy trì các kỹ năng quân sự bằng cách huấn luyện, thường là một ngày cuối tuần mỗi tháng. Họ có thể làm như vậy với tư cách cá nhân hoặc với tư cách là thành viên của các trung đoàn dự bị thường trực, ví dụ như Lực lượng Dự bị Quân đội của Vương quốc Anh. Trong một số trường hợp, dân quân, bảo vệ hoặc Quân đội chính quy có thể tạo thành một phần của lực lượng dự bị quân sự, chẳng hạn như Lực lượng Vệ binh Quốc gia Hoa Kỳ. Ở Colombia, Israel, Na Uy, Singapore, Hàn Quốc, Thụy Điển và Đài Loan, chế độ quân dịch là bắt buộc trong một số năm sau khi một người đã hoàn thành nghĩa vụ quân sự. Lực lượng dự bị động viên khác với đội hình dự bị, đôi khi được gọi là quân nhân dự bị, một nhóm quân nhân hoặc các đơn vị không được chỉ huy của họ cam kết tham chiến để sẵn sàng giải quyết các tình huống bất trắc, tăng cường phòng thủ, trong khi đội hình dự bị là chiến thuật trên chiến trường trong đó một lực lượng binh lính được bố trí thành một thê đội để làm nhiệm vụ tăng cường, bọc hậu